# Altöttinger Liebfrauenbote
Der Altöttinger Liebfrauenbote war eine im Jahre 1895 in Altötting gegründete, zum Sonntag erscheinende katholische Wochenzeitung.
Ein Schwerpunkt der Zeitung war das Wallfahrtsgeschehen in Altötting. Themen aus Religion, Geschichte, Gesellschaft und Kultur, regionale, nationale, internationale Reportagen, Porträts über Menschen, Nachrichten aus der Kirche und Kommentare zur Politik standen im Mittelpunkt der Berichterstattung der überregional ausgerichteten Zeitung.

## Franz Schrönghamer-Heimdal

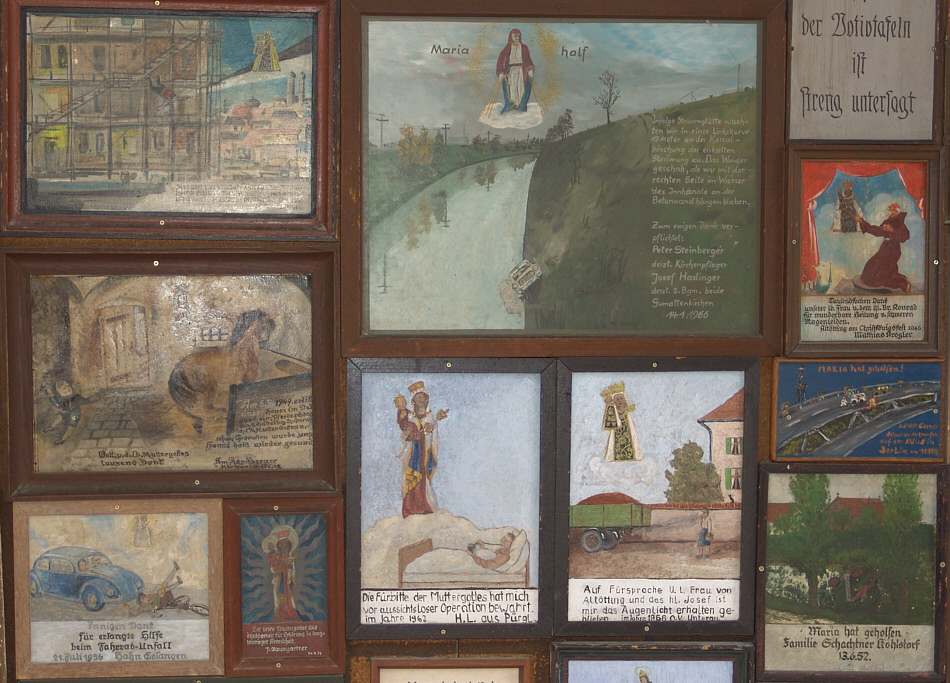
Votivtafeln an der Kapelle

Der Bote war eine der ersten Zeitungen, deren Erscheinen Adolf Hitler 1933 für vier Wochen untersagte. Von 1933 bis 1941 war Franz Schrönghamer-Heimdal Chefredakteur des Blattes. Schon 1900 legte Schröghammer sich den Künstlernamen „Heimdal“ zu. Ab 1912 war er nur noch als freier Schriftsteller tätig. Er verfasste zahlreiche volkstümliche Gedichte und Erzählungen, in deren Mittelpunkt die Menschen des Bayerischen Waldes standen. Während des Ersten Weltkriegs trat er mit „Kriegsaufsätzen“ und antisemitischen Schriften hervor, die in späteren Würdigungen verschwiegen wurden.

## Geschichte im 21. Jahrhundert
Bis 2019 waren die Marianische Männerkongregation (MC) Altötting und die Bischöfliche Administration der Kapellstiftung Altötting die Herausgeber der Wochenzeitung. Seit dem 1. Januar 2020 gab das Bistum Passau den Altöttinger Liebfrauenboten heraus. Der Stiftspropst sowie Wallfahrtsrektor von Altötting, Klaus Metzl, war seit September 2020 geistlicher Beirat des Altöttinger Liebfrauenboten. Im vierten Quartal des Jahres 2021 hatte die Wochenzeitung nach Angaben der Informationsgemeinschaft zur Feststellung der Verbreitung von Werbeträgern eine verkaufte Auflage von 5295 Exemplaren, alle im Abonnement.
Zum 31. Dezember 2021 ging der Altöttinger Liebfrauenbote im Passauer Bistumsblatt auf, das ab 2022 mit dem Untertitel „vereint mit dem Altöttinger Liebfrauenboten“ erscheint.

## Trivia
Die Eltern des späteren Papstes Benedikt XVI. lernten sich nach Angaben des damaligen Chefredakteurs der Zeitung, Peter Becker, von ca. 2005 durch eine Heiratsannonce im Altöttinger Liebfrauenboten kennen.